# Литковка
Литко́вка — село в Тарском районе Омской области. Административный центр Литковского сельского поселения.
Основано в 1899 году.
Население — 515 (2013)

## Физико-географическая характеристика
Село находится в зоне южной тайги, в пределах Васюганской равнины, являющейся частью Западно-Сибирской равнины, на правом берегу реки Малый Шиш, на высоте 121 метр над уровнем моря. Рельеф местности равнинный. В окрестностях преобладают лиственные леса. Отдельные участки местности заболочены. Почвы дерново-подзолистые.
По автомобильным дорогам расстояние до районного центра города Тара составляет 90 км, до областного центра города Омск — 390 км. К селу подъезд с твёрдым покрытием отсутствует.
Климат
Климат резко континентальный (согласно классификации климатов Кёппена — Dfc), с явно выраженными климатическими сезонами и значительными колебаниями температур в течение года. Многолетняя норма осадков — 481 мм. Наибольшее количество осадков выпадает в июле — 73 мм, наименьшее в феврале и марте — по 16 мм. Среднегодовая температура отрицательная и составляет − 0,8° С, средняя температура самого холодного месяца января − 20,0° С, самого жаркого месяца июля + 18,0° С.
Часовой пояс
Литковка, как и вся Омская область, находится в часовой зоне МСК+3. Смещение применяемого времени относительно UTC составляет +6:00.

## История
Посёлок основан в 1899 году выходцами из Волынской губернии в составе Берёзовского сельского общества Седельниковской волости Тарского уезда Тобольской губернии. Участок имел общую площадь земли 2590 десятин (удобной 1870 десятин, неудобной 720 десятин). Рассчитан был на 62 душевые доли. Участок начал заселяться в 1897 году. Название посёлок получил в честь графа Литке.
Участок расположен в обширной старой Верхне-Шишевской гари. Лес молодой березняк, осинник и частью уцелевшие хвойные породы. Почвы подзолистые, подпочва песчаная. Водоснабжением служат речки Шиш и Малый Шиш. Участок занят полностью, поселившимися подворно, хуторским порядком. Так как для пашен расчищается преимущественно гарь, то с первого посева необходимо удобрение, иначе хлеба родятся редкие и вымерзают.
Верующие поселенцы были лютеранами и баптистами.
11 ноября 1899 года посёлок вошёл в состав Фёдоровского сельского общества Седельниковской волости.
3 марта 1902 года было разрешено переселенцам водворённым на участке Литкинском в числе 22 семей (76 наличных мужского пола и 70 женского пола душ) образовать самостоятельное Литкинское сельское общество.
В 1903 году посёлок располагался при речке Малый Шиш на просёлочной дороге. Имелось 25 дворов.
К 1904 году в посёлке насчитывалось 88 душ мужского пола. Оставалось ещё свободными 36 душевых долей.
1 января 1909 года посёлок вошёл в состав Егоровский волости.
В 1909 году посёлок располагался на расстоянии в 765 вёрст от губернского города, 90 вёрст от уездного города, 40 вёрст от волостного правления, 90 вёрст от камеры мирового судьи и приставского участка, 55 вёрст от приходской церкви, 16 вёрст от врачебного (фельдшерского) пункта, 90 вёрст от базара. Насчитывалось 29 отдельных дворов. Имело в пользовании селения 87 десятин пашенной земли, 29 десятин сенокосной земли, всего 116 десятин.
На 1915 год насчитывалось 27 хозяйств с 1310 десятинами земли.
После Гражданской войны посёлок распался на отдельные хутора.
24 сентября 1924 года хутора вошли в состав Екатерининской волости Тарского уезда Омской губернии.
В 1930 году Литковка вместе с другими пятью немецкими хуторами входила в Фёдоровский сельсовет, объединявший 201 хозяйство. Центром был посёлок Фёдеровский, располагавшийся в 95 км от райцентра города Тары. Немецкие колхозы в Тарском районе были организованы лишь в 1935 году. Колхоз в Литковке был назван «Шейнвальд». В 1939 году он был объединён с другим немецким колхозом с центром в посёлке Скирлинском «Ленинский путь». Осенью того же года были ликвидированы хутора, все жители переведены в единый посёлок. В 1938 году открыта начальная школа.
В 1942 году из 257 жителей Литковки в трудармию были мобилизованы 19 мужчин и 7 женщин.
В 1951 году колхоз в Литковке объединён с колхозом имени Карла Либкнехта (посёлок Фёдоровкий), куда в 1949 году уже вошли посёлки Вишнёвский и Александровский. Колхоз обслуживала Васисская МТС. 7 ноября 1952 году колхоз был электрифицирован. При укрупнении хозяйств прилегающие деревни Сырбашка, Фёдоровка, Александровка, Романовка и другие были ликвидированы, жители переселены в Литковку. Из Петровки в 1975 году был переведён в Литковку сельсовет.
На 1991 года село являлось центром колхоза «Ленинский путь».
В 1992 году колхоз «Ленинский путь» реорганизован в АО «Литковское» (с 2000 — ЗАО «Литковское»). В 1990-х годах, после поднятия «железного занавеса», в Германию из Литковки направился первый поток переселенцев. Вторая волна эмиграции пришлась на начало 2000-х. В общей сложности в Европу перебралась 81 семья.

## Население
- 1902 — 146 человек (76 м — 70 ж);
- 1903 — 136 человек (72 м — 64 ж);
- 1909 — 136 человек (66 м — 70 ж).

| 1912 | 1942 | 1970 | 1979 | 1989 | 2002 | 2008 |
| ---- | ---- | ---- | ---- | ---- | ---- | ---- |
| 136  | ↗257 | ↗420 | ↘401 | ↗516 | ↘465 | ↘453 |
| 2010 | 2013 |      |      |      |      |      |
| ↘428 | ↗515 |      |      |      |      |      |

Национальный состав
По состоянию на 2002 год, среди жителей 65,3 % составляли немцы, 32,5 % — русские, также есть украинцы, татары и др.

## Инфраструктура
В посёлке имеется средняя школа (с 1975 года), детский сад, библиотека, музей, центр немецкой культуры, фельдшерский пункт.